# 德米特里·伊斯拉莫夫
德米特里·维克托罗维奇·伊斯拉莫夫（羅馬化：Dmitriy Viktorovich Islamov；1977年12月5日—）是俄罗斯政治人物，第七届和第八届国家杜马代表。
2000年从库兹巴斯国立技术大学毕业后，伊斯拉莫夫前往美国和英国实习。2003年，他被授予技术科学全博士学位。1998年至2003年，他还从事商业工作。2003年至2006年，伊斯拉莫夫在库兹巴斯国立技术大学担任讲解员。2006年至2007年，他领导克麦罗沃州政府计划和投资政策委员会。2007年，他被任命为克麦罗沃州经济发展部副部长。2016年9月，他当选克麦罗沃州选区第七届国家杜马代表。2021年，他再次当选第八届国家杜马议员。
据iStories报道，尽管第七届国家杜马代表在任期内平均提出了约55项法案，但德米特里·伊斯拉莫夫只向议会提交了3项法案，其中两项获得通过。
2025年3月10日，伊斯拉莫夫辞去国家杜马议员职务，转而担任俄罗斯联邦能源部副部长。

## 制裁
伊斯拉莫夫于2022年因俄乌战争而受到英国政府制裁。